# Luca Ceppitelli
Luca Ceppitelli (* 11. August 1989 in Castiglione del Lago) ist ein italienischer Fußballspieler.

## Karriere
Ceppitelli absolvierte seine erste Partie als Profi in der Drittligasaison 2006/07 für seinen Heimatverein Perugia Calcio. Dies sollte jedoch sein einziger Einsatz bleiben, sodass er im Januar 2009 zur AS Andria BAT wechselte. Dort fügte er sich gut ein und konnte aus Anhieb Stammspieler werden. In zweieinhalb Jahren für Andira stand er 59-mal auf dem Platz und erzielte drei Treffer. Zur Spielzeit 2011/12 wechselte Ceppitelli zur AS Bari in die Serie B, für die er drei Jahre spielte. In 100 Ligapartien gelangen ihm elf Tore, bevor er zur Saison 2014/15 in die Serie A zu Cagliari Calcio wechselte. Sein erstes Serie-A-Spiel absolvierte er am 31. August 2014 beim 1:1-Unentschieden gegen die US Sassuolo Calcio.
Im Oktober 2022 wechselte er zum FC Venedig.